# Joan Mesquida i Canyelles
Joan Mesquida i Canyelles (Santa Maria del Camí, 1799-1866), fou un prevere.
Fou ordenat prevere el 1824 i el 1825 fou nomenat vicari de la parròquia de Santa Maria del Camí. Fou ecònom d'aquesta vila el 1834, de 1840 a 1843 i de 1845 a 1853, fins a l'arribada de Rafel Caldentey i Perelló. Treballà en la restauració de l'església del Convent i en fou custos. El 1859 li fou concedida la Creu de Cavaller d'Isabel la Catòlica. L'Ajuntament, l'any 1965, li dedicà un carrer del poble.